# Laartsa
Koordinaten: 58° 48′ N, 22° 29′ O
Laartsa ist ein Dorf (estnisch küla) in der Landgemeinde Hiiumaa (bis 2017: Landgemeinde Emmaste). Es liegt auf der zweitgrößten estnischen Insel Hiiumaa (deutsch Dagö).
Laartsa hat zehn Einwohner (Stand 31. Dezember 2011). Der Ort ist weniger als einen Kilometer von der Ostsee entfernt.